# Рогожников, Андрей Михайлович
Андрей Михайлович Рогожников (30 октября 1904 или 30 октября [12 ноября] 1904, Рогожники, Вятская губерния — 6 июля 1986, Горячий Ключ) — участник Великой Отечественной войны, командир отделения 195-го отдельного сапёрного батальона 139-й стрелковой Рославльской Краснознамённой ордена Суворова дивизии 50-й армии 2-го Белорусского фронта, Герой Советского Союза (1945), сержант.

## Биография
Родился 30 октября 1904 года в деревне Рогожники Юкшумской волости, Яранского уезда Вятской губернии (ныне — Шарангский район, Нижегородская область, Россия) в семье крестьянина. Русский. Окончил начальную школу. Работал плотником.
В 1926—1928 годах проходил срочную службу в Красной Армии, в сапёрных частях. В 1930 году приехал в Нижний Тагил, работал плотником на строительстве Уралвагонзавода.
Позже жил в городе Чебоксары. В начале войны возглавлял бригаду плотников в ремонтной конторе Чебоксарского горжилуправления.
В начале 1942 года был вновь призван в РККА и направлен рядовым бойцом в 195-й отдельный сапёрный батальон 139-й стрелковой дивизии, которая с июля 1942 года начала боевые действия на Западном фронте.
С июля 1942 года по март 1943 года красноармеец Рогожников под вражеским обстрелом руководил строительством ДЗОТов в районе деревень Юшнево и Уваровка, ныне Ржевского района Тверской области, в районе Горчаково во время обустройства переправ по своей инициативе вынес с поля боя 10 раненных бойцов с их оружием и оказал им первую медицинскую помощь, в районе деревни Вязовая под огнём противника принимал участие в строительстве командных пунктов, а также обезвредил несколько неприятельских мин. За отвагу и умелые действия Рогожникову присваивается воинское звание сержант.
29 марта 1943 года приказом по 139-й стрелковой дивизии № 05/н подписанным ВРИО командира 139-й СД генерал-лейтенантом Тюриным, командир отделения 2-й роты 195-го отдельного сапёрного батальона сержант Рогожников награждён медалью «За боевые заслуги».
С августа по сентябрь 1943 года в период наступательных боёв, под сильным вражеским огнём Рогожников командуя отделением производил разведку на предмет постройки переправы через реки Остер и Сож, затем, работая в холодной воде, вместе с бойцами возводил эти переправы, сдав их в установленные сроки.
21 октября 1943 года приказом по 139-й стрелковой дивизии № 30/н Рогожников награждён орденом Красной звезды
В 1943 году становится членом ВКП(б)/КПСС.
27 июня 1944 года при строительстве моста через реку Днепр в районе города Могилёва (Белоруссия) под огнём противника во главе отделения сапёров сержант Рогожников участвовал в наведении 100-метрового плавучего моста. Несмотря на обстрел, бомбёжку и смертельную усталость сапёров, мост был сооружён за одну ночь. Действия сапёров обеспечили своевременную переправу частей дивизии. За что был представлен к присвоению звания Героя Советского Союза.
За время боевых действий на подступах к городам Осовец, Ломжа, Остроленко, командир отделения 195-го отдельного сапёрного батальона 139-й СД старший сержант Рогожников вместе со своим отделением под огнём противника восстанавливал повреждённые дороги, построил 10 мостов и переправ, чем способствовал успешному продвижению частей дивизии. За что командиром 195-го ОСБ был представлен к ордену Красного Знамени, данное представление поддержали дивизионный инженер подполковник Егоров, командир 139-й СД полковник Кириллов, командир 70-го стрелкового корпуса генерал-лейтенант Терентьев, однако командующий 49-й армии генерал-лейтенант Гришин понизил награду до ордена Отечественной войны II степени, которым согласно приказу по войскам 49 А № 0150 от 30.11.1944 был награждён Рогожников.
Во время зимнего наступления 1944—1945 годов командир отделения 195-го отдельного сапёрного батальона 139-й СД старший сержант Рогожников, исполняя обязанности командира взвода, по пути продвижения дивизии от реки Нарев до города Черск (Польша) вместе со своими подчинёнными оборудовал 21 НП и построил 16 НП для командира дивизии, обезвредил 52 противотанковые и 70 противопехотных мин противника, при взятии города Черск был тяжело ранен, но не покинул своего поста без приказа командира.
30 марта 1945 года приказом по 70-му стрелковому корпусу № 15/н Рогожников награждён орденом Отечественной войны I степени.
Указом Президиума Верховного Совета СССР от 24 марта 1945 года за образцовое выполнение боевых заданий командования на фронте борьбы с немецко-фашистскими захватчиками и проявленные при этом мужество и героизм Рогожникову Андрею Михайловичу присвоено звание Героя Советского Союза с вручением ордена Ленина и медали «Золотая Звезда».
В августе 1945 года младший лейтенант Рогожников был уволен в запас.
Жил в городе Москве, работал начальником продовольственного отдела главного управления Гражданского воздушного флота.
После переезда в столицу Чувашии город Чебоксары работал управляющим базы, затем до выхода на пенсию — помощником директора по хозчасти профессионально-технического училища № 1.
С 1970 года — на пенсии.
С 1984 года жил в городе Горячий Ключ Краснодарского края.
Скончался 6 июля 1986 года. Похоронен на городском кладбище города Горячий Ключ.

## Награды
- Медаль «Золотая Звезда» Героя Советского Союза № 5475 (24.03.1945);
- орден Ленина (24.03.1945);
- два ордена Отечественной войны I степени (30.03.1945, 11.03.1985);
- орден Отечественной войны II степени (30.11.1944);
- орден Красной звезды (21.10.1943);
- медали СССР:
  - «За боевые заслуги» (29.03.1943);
  - «В ознаменование 100-летия со дня рождения Владимира Ильича Ленина»;
  - «За Победу над Германией в Великой Отечественной войне 1941—1945 гг.»;
  - «Двадцать лет Победы в Великой Отечественной войне 1941—1945 гг.»;
  - «Тридцать лет Победы в Великой Отечественной войне 1941—1945 гг.»;
  - «Сорок лет Победы в Великой Отечественной войне 1941—1945 гг.»;
  - «Ветеран труда»;
  - «50 лет Вооружённых Сил СССР»;
  - «60 лет Вооружённых Сил СССР».

## Память
- Имя Героя высечено золотыми буквами в зале Славы Центрального музея Великой Отечественной войны в Парке Победы города Москва.
- Постановлением Чувашского обкома КПСС, Президиума Верховного Совета и Совета Министров Чувашской АССР от 21 февраля 1978 года Рогожников занесён в Почетную Книгу Трудовой Славы и Героизма Чувашской АССР.